# Tōru Hashimoto

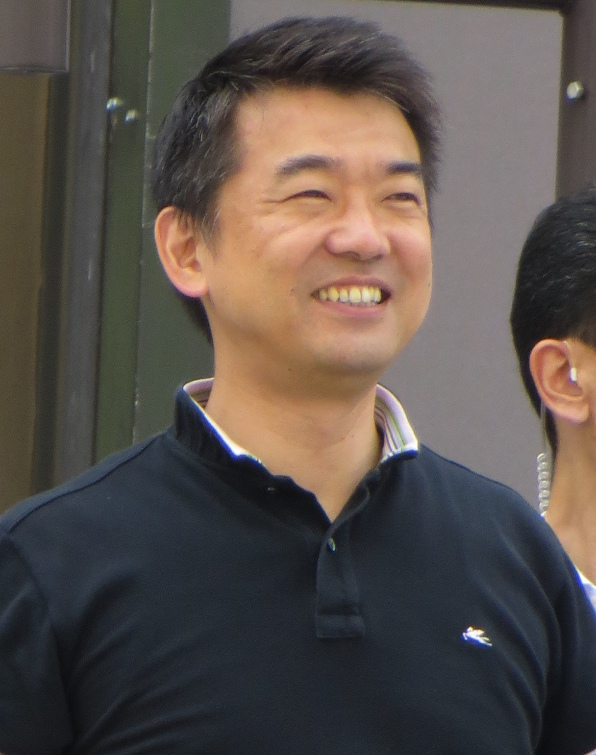
Tōru Hashimoto (2013)

Tōru Hashimoto (jap. 橋下 徹, Hashimoto Tōru; * 29. Juni 1969 in Shibuya, Präfektur Tokio) ist ein japanischer Politiker (parteilos→Nippon-/Ōsaka Ishin→Ishin→Nippon-/Ōsaka Ishin). Er war von 2008 bis 2011 Gouverneur der Präfektur (-fu) Osaka, anschließend bis 2015 Bürgermeister der [kreisfreien] Stadt (-shi) Osaka. In seiner Regierungszeit begründete und führte er die Regionalpartei Ōsaka Ishin no Kai, mit der er und seine Anhänger später in die nationale Politik vorstießen und das seit den späten 1990er/frühen 2000er Jahren etablierte Parteiensystem zu destabilisieren versuchten. Zeitweise war er auch Vorsitzender der jeweils mit der Ishin no Kai assoziierte Nationalpartei (2012–2014 Nippon Ishin no Kai und für kurze Zeit 2015 Ōsaka Ishin no Kai), bekleidete aber bisher kein nationales Amt oder Mandat.

## Leben
Hashimoto schloss 1994 sein Studium an der Waseda-Universität ab, 1996 wurde er als Anwalt registriert. 1997 eröffnete er das Hashimoto Law Office in Osaka. Nach mehreren Auftritten im Regionalfernsehen trat er ab 2004 als Fernsehanwalt bei Nippon Television auch erstmals landesweit auf.
Nachdem sich Hashimoto der Unterstützung von LDP und Kōmeitō versichert hatte, kandidierte er als Parteiloser für die Nachfolge der Gouverneurin von Osaka, Fusae Ōta, die nicht wieder antrat. Mit 1.800.000 Stimmen entschied er die Wahl am 27. Januar 2008 klar für sich; sein wichtigster Gegenkandidat, der DPJ/SDP/PNP-gestützte Sadatoshi Kumagai erhielt nur knapp eine Million Stimmen. Hashimoto war bei Amtsantritt der jüngste Gouverneur landesweit und erst der vierte Gouverneur unter 40 Jahren.
Zu Beginn seiner Amtszeit bemühte sich Hashimoto vor allem darum, das Wachstum der Schulden der Präfektur (rund 5 Billionen Yen, etwa 30 Milliarden Euro) durch ein radikales Sparprogramm einzudämmen und eine drohende Zahlungsunfähigkeit abzuwenden. Die höchsten Einsparungen sollen demnach bei Verwaltung und Personal erzielt werden, auch die Zuschüsse an die Gemeinden sollen drastisch gekürzt werden. Viele öffentliche und gemeinnützige Einrichtungen in der Präfektur müssen ebenfalls mit drastischen Einschnitten bei den Zuschüssen rechnen. Sein Wahlkampfversprechen, keine neuen Anleihen auszugeben, musste Hashimoto bereits auf Druck des Präfekturparlaments und führender Beamter aufgeben. Im Juli 2008 wurde der Haushalt für das Fiskaljahr 2008 vom Präfekturparlament verabschiedet. Die Ausgaben wiesen gegenüber dem Vorjahr einen Rückgang um zehn Prozent auf, der vor allem auf Kürzungen bei den Gehältern öffentlicher Angestellter zurückgeht.
Am 19. April 2010 gründete er die Regionalpartei Ōsaka Ishin no Kai, die bei den Wahlen im April 2011 stärkste Partei im Präfekturparlament von Osaka und den Räten der Städte Osaka und Sakai wurde.
Im Oktober 2011 trat Hashimoto als Gouverneur zurück, um bei der Bürgermeisterwahl in der Stadt Osaka am 27. November 2011 gegen Amtsinhaber Kunio Hiramatsu anzutreten, einen Gegner von Hashimotos Verwaltungsreformplänen zur Auflösung der Städte Osaka und Sakai. Hashimoto gewann die Wahl gegen Amtsinhaber Hiramatsu, der explizit oder implizit von allen etablierten Parteien unterstützt wurde, bei hoher Wahlbeteiligung mit rund 751 zu 523 Tausend Stimmen. Gleichzeitig gewann Hashimotos favorisierter Nachfolger, Ishin-no-Kai-Generalsekretär Ichirō Matsui, auch die Gouverneurswahl in Osaka.
Im September 2012 gründete er die Nippon Ishin no Kai um in die nationale Politik einzusteigen, der sich im November die Taiyō no Tō unter Shintarō Ishihara anschloss, mit dem er den gemeinsamen Vorsitz innehatte. Im Mai 2013 geriet er unter starke Kritik, auch von Seiten der südkoreanischen Regierung, als er die „Trostfrauen“ genannten Zwangsprostituierten während des Zweiten Weltkriegs als „notwendig“ für die militärische Disziplin bezeichnete. Im September 2014 ging die Nippon Ishin no Kai unter Abspaltung der Jisedai no Tō mit der Yui no Tō in die Ishin no Tō über, woraufhin Hashimoto die Partei im Herbst 2015 verließ und eine neue Nippon Ishin no Kai (zunächst Ōsaka Ishin no Kai) gründete. Nach dem knappen Scheitern der Volksabstimmung zur Auflösung der Stadt Osaka in „Sonderbezirke“ der Präfektur Osaka, eines seiner Hauptziele, zog er sich zur Wahl 2015 vom Bürgermeisteramt zurück und übergab den Parteivorsitz an den bisherigen Generalsekretär (und Hashimotos Nachfolger als Gouverneur) Ichirō Matsui.